# Workaholics
Workaholics es una comedia de situación estadounidense emitida en Comedy Central desde el 6 de abril de 2011 hasta el 17 de marzo de 2017, con un total de 86 episodios que abarcan siete temporadas. La serie fue cocreada y en su mayor parte escrita por sus protagonistas Blake Anderson, Adam DeVine y Anders Holm, así como también por el cocreador y director más frecuente, Kyle Newacheck.

## Argumento
Blake, Adam y Anders, tres amigos de la universidad deciden compartir piso y trabajar juntos como teleoperadores, así que han de permanecer juntos en el lugar de trabajo desde las 9:00 hasta las 17:00 y en la vivienda desde las 17:00 hasta las 9:00. 
Toda la acción se limita generalmente a la casa donde viven y a su espacio de trabajo, que consiste en el cubículo compartido por los tres en la empresa TelAmeriCorp.